# Бекиман

Бекиман на карте штата.

Бекиман (порт. Bequimão) — муниципалитет в Бразилии, входит в штат Мараньян. Составная часть мезорегиона Север штата Мараньян. Входит в экономико-статистический микрорегион Литорал-Осидентал-Мараньенси. Население составляет 20 344 человека на 2016 год. Занимает площадь 797,716 км². Плотность населения — 25,50 чел./км².

## Демография
Согласно сведениям, собранным в ходе переписи 2016 г. Национальным институтом географии и статистики (IBGE), население муниципалитета составляет:
| Полное население                               | Полное население                               | Полное население                               | Полное население                               | 20 344 |
| ---------------------------------------------- | ---------------------------------------------- | ---------------------------------------------- | ---------------------------------------------- | ------ |
| в том числе:                                   | Городское население                            | 6606                                           | Процент городского населения, %                | 32,47  |
|                                                | Сельское население                             | 13 738                                         | Процент сельского населения, %                 | 67,53  |
|                                                | Мужское население                              | 10 349                                         | Процент мужского населения, %                  | 50,87  |
|                                                | Женское население                              | 9995                                           | Процент женского населения, %                  | 49,13  |
| Плотность населения, чел/км²                   | Плотность населения, чел/км²                   | Плотность населения, чел/км²                   | Плотность населения, чел/км²                   | 25,50  |
| Население муниципалитета в % к населению штата | Население муниципалитета в % к населению штата | Население муниципалитета в % к населению штата | Население муниципалитета в % к населению штата | 0,31   |

По данным оценки 2016 года, население муниципалитета составляет 20 853 жителя.

## История
Город основан 19 июня 1935 года.

## Статистика
- Валовой внутренний продукт на 2014 год составляет 87 870 000 реалов (данные: Бразильский институт географии и статистики)[1].
- Валовой внутренний продукт на душу населения на 2014 год составляет 4217,03 реалов (данные: Бразильский институт географии и статистики)[1].
- Индекс человеческого развития на 2010 год составляет 0,601 (данные: Программа развития ООН)[2].